# 扁蜘蛛蘭
扁蜘蛛蘭（学名：Taeniophyllum complanatum）为蘭科小蜘蛛蘭屬下的一个种。

## 扩展阅读
- 維基物種上的相關：扁蜘蛛蘭